# Aesopus solidus
Aesopus solidus is een slakkensoort uit de familie van de Columbellidae. De wetenschappelijke naam van de soort werd voor het eerst geldig gepubliceerd in 1911 door May als Mitromorpha solida.